# Девін Нуньєс
Девін Джеральд Нуньєс (англ. Devin Gerald Nunes; нар. 1 жовтня 1973, Тулейрі, Каліфорнія) — американський політик, представник Каліфорнії у Палаті представників США з 2003 до 2022 року (голова Комітету з розвідки Палати з 2015 до 2019, член Комітету з розвідки з 2019 до 2022 року). Член Республіканської партії.
Нуньєс є керівником платформи соцмереж Дональда Трампа Truth Social, 2024 року Трамп призначив його головою Консультативної ради президента США з питань розвідки.
Навчався у Каліфорнійському державному політехнічному університеті. 1996 року отримав ступінь магістра в галузі сільського господарства. Працював фермером, вів підприємницьку діяльність. У 2001 році президент Буш призначив його директором каліфорнійського відділення Секції сільського розвитку Міністерства сільського господарства США.
Нуньєс є католиком португальського походження. 2003 року він став одним із засновників Congressional Hispanic Conference, республіканського еквівалента Congressional Hispanic Caucus.
У грудні 2021 року подав у відставку з посади члена Палати представників із 1 січня 2022 року, аби обійняти посаду виконавчого директора Trump Media & Technology Group.